# Marie Graßhoff
Marie Graßhoff (geboren am 16. Dezember 1990 in Halberstadt) ist eine deutsche Schriftstellerin und Designerin. Sie ist bekannt als Autorin von Science-Fiction und Fantasy.

## Leben und Werk
Graßhoff studierte Buchwissenschaft und Linguistik an der Johannes-Gutenberg-Universität Mainz. Danach arbeitete sie zwei Jahre in einer Agentur, in der sie als Social Media Consultant die Internet-Auftritte großer Unternehmen betreute.
Bereits im Grundschulalter begann Marie Graßhoff, Gedichte und Kurzgeschichten zu verfassen, die sie später in diversen Internetforen veröffentlichte. Ihren ersten Roman beendete sie im Alter von 13 Jahren, ihre erste Veröffentlichung folgte im Jahr 2009 mit der Seraphine-Trilogie. Nachdem sie den ersten Teil der Science-Fantasy Buchreihe Kernstaub 2013 als Selbstpublikation veröffentlicht hatte, übernahm der Drachenmond Verlag 2016 die Rechte an der Reihe.
Um einen Buchtrailer zu ihrem Werk Kernstaub zu finanzieren, startete Graßhoff 2016 ein Crowdfunding bei Startnext, bei dem 25.000 Euro gesammelt werden konnten. Der Trailer erbrachte bei YouTube nahezu 2 Millionen Aufrufe.
Seit 2019 erscheinen ihre Phantastik-Romane bei Bastei Lübbe. 2022 veröffentlichte sie mit Spring Storm – Blühender Verrat ihr erstes Phantastik-Jugendbuch im Thienemann-Esslinger-Verlag.
Sie lebt als freie Grafikdesignerin und Schriftstellerin in Leipzig.

## Auszeichnungen

### Autorin
- 2016: Phantastik-Literaturpreis Seraph (Shortlist) in der Kategorie Bester Independent-Autor für Kernstaub[5]
- 2020: LovelyBooks Leserpreis (Platz 2) in der Kategorie Fantasy & Science Fiction für Neon Birds[6]
- 2020: LovelyBooks Leserpreis (Platz 3) in der Kategorie Hörbuch für Neon Birds[7]
- 2022: Phantastik-Literaturpreis Seraph (Nominierung) in der Kategorie Bestes Buch für Der Dunkle Schwarm[8]

### Design
- 2018: Skoutz-Award (Platz 1) in der Kategorie Bestes Buchcover für Animant Crumbs Staubchronik
- 2018: LovelyBooks Leserpreis (Platz 1) in der Kategorie Bestes Buchcover für Animant Crumbs Staubchronik
- 2019: LovelyBooks Leserpreis (Platz 1) in der Kategorie Bestes Buchcover für Animants Welt

## Bibliografie
Die Serien sind nach dem Erscheinungsjahr des ersten Teils geordnet.
Seraphine
1. Traum vom Licht. Belletris-Verlag, Frankfurt a. M. 2009, ISBN 978-3-940808-07-3.
2. Kristalle der Sonne. Belletris-Verlag, Frankfurt a. M. 2010, ISBN 978-3-940808-10-3.
3. Schatten des Glücks. Belletris-Verlag, Frankfurt a. M. 2012, ISBN 978-3-940808-14-1.

Kernstaub
1. Über den Staub an Schmetterlingsflügeln. Roman. Drachenmond, Leverkusen 2016, ISBN 978-3-95991-701-8.
2. Weltasche 1: Über das Gift an Quallenmembranen. Roman. Drachenmond, Leverkusen 2016, ISBN 978-3-95991-702-5.

Neon Birds
1. Neon Birds. Bastei-Lübbe, Köln 2019, ISBN 978-3-404-20000-9.
2. Cyber Trips. Bastei-Lübbe, Köln 2020, ISBN 978-3-404-20967-5.
3. Beta Hearts. Bastei-Lübbe, Köln 2020, ISBN 978-3-404-20968-2.

Food Universe
1. Hard Liquor. Bastei-Lübbe, Köln 2021, ISBN 978-3-404-18510-8.
2. Spicy Noodles. Bastei-Lübbe, Köln 2022, ISBN 978-3-404-18779-9.
3. Happy Meat. Bastei-Lübbe, Köln 2023, ISBN 978-3-404-20986-6.
4. Magical Fries. Bastei-Lübbe, Köln 2024, ISBN 978-3-404-20988-0.

Spring Storm
1. Blühender Verrat. Thienemann-Esslinger Verlag, Stuttgart 2022, ISBN 978-3-522-50717-2.
2. Dornen der Hoffnung. Thienemann-Esslinger Verlag, Stuttgart 2023, ISBN 978-3-522-50718-9.

Einzelveröffentlichungen
- Gedanken-verloren. Lyrik. Belletris-Verlag, Frankfurt a. M. 2008, ISBN 978-3-940808-01-1.
- Die Schöpfer der Wolken. Roman. Drachenmond, Leverkusen 2017, ISBN 978-3-95991-098-9.

Hörbuch
- Der Dunkle Schwarm, Staffel 1. Audible Originals, 2020.
- Der Dunkle Schwarm, Staffel 2. Audible Originals, 2022.